# Campeonato da Grécia de Ciclismo em Estrada
O Campeonatos da Grécia de Ciclismo em Estrada organizam-se anualmente desde o ano 2000 para determinar o campeão ciclista de Grécia de cada ano. O título outorga-se ao vencedor de uma única corrida. O vencedor obtém o direito a portar um camisola com as cores da Bandeira da Grécia até Campeonato da Grécia do ano seguinte.
O corredor mais laureado é Vasilis Anastopoulos, com quatro vitórias.

## Palmarés

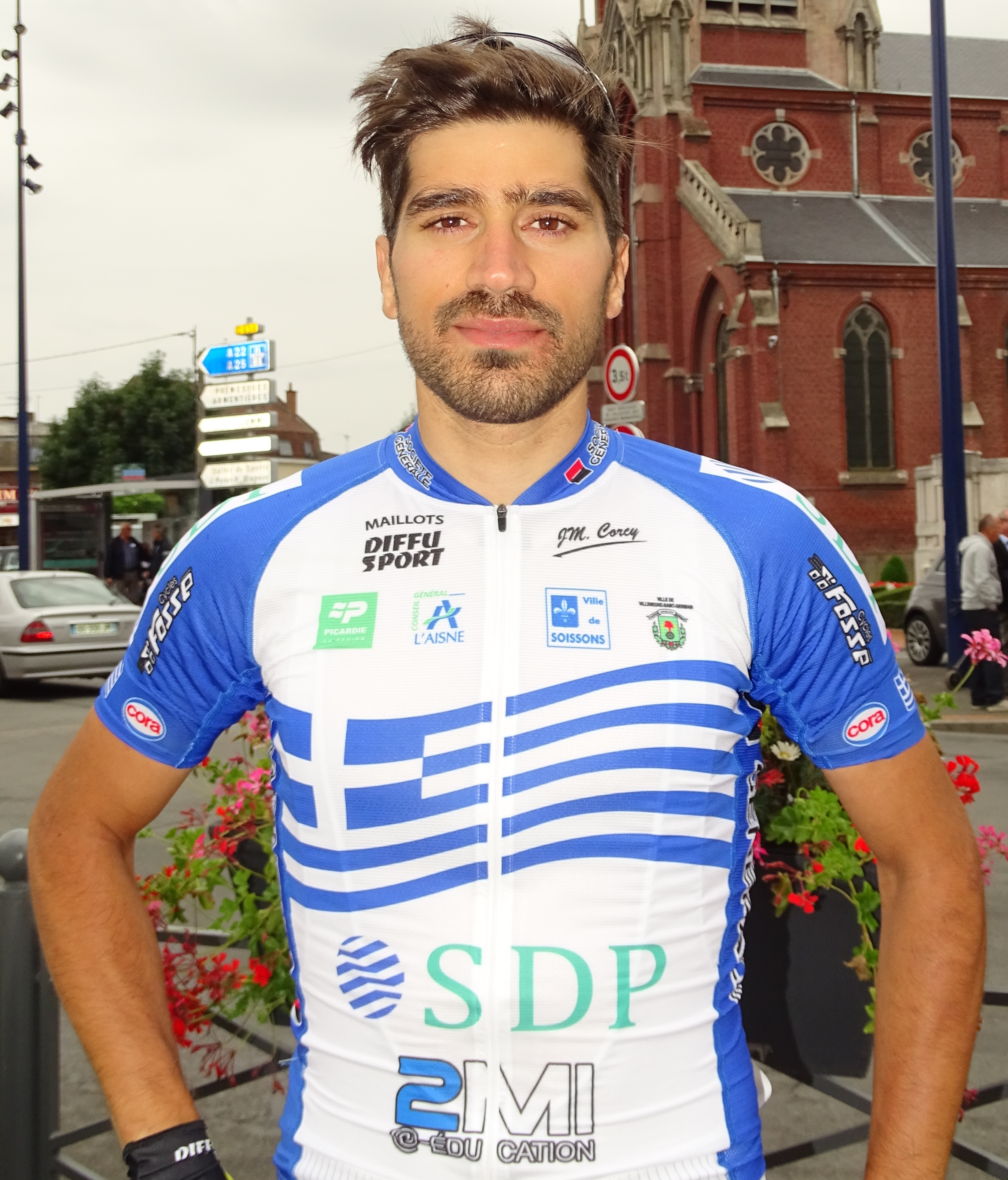
Polychrónis Tzortzákis campeão em 2015

| Ano  | Vencedor               | Segundo                | Terceiro                        |
| 2000 | Vasilis Anastopoulos   | Panayotis Marentakis   | Iosif Dalezios                  |
| 2001 | Vasilis Anastopoulos   | Panayotis Marentakis   | Markos Moraïtakis               |
| 2002 | Markos Moraïtakis      | Andreas Markakis       | Dimitris Dimitrakopoulos        |
| 2003 | Panayotis Marentakis   | Iosif Dalezios         | Manolis Kotoulas                |
| 2004 | Vasilis Anastopoulos   | Minas Malatos          | Vasilis Krommydas               |
| 2005 | Vasilis Anastopoulos   | Elpidoforos Potouridis | Ioannis Tamouridis              |
| 2006 | Ioannis Tamouridis     | Orestis Andriotis      | Vasilis Anastopoulos            |
| 2007 | Periklis Ilias         | Nikolaos Kaloudakis    | Georgios Tentsos                |
| 2008 | Nikolaos Kaloudakis    | Georgios Skalidakis    | Alexandros Mavridis             |
| 2009 | Ioannis Drakakis       | Dimitrios Gkaliouris   | Vasilis Anastopoulos            |
| 2010 | Ioannis Tamouridis     | Polychrónis Tzortzákis | Neofytos Sakellaridis           |
| 2011 | Ioannis Tamouridis     | Neofytos Sakellaridis  | Polychrónis Tzortzákis          |
| 2012 | Ioannis Drakakis       | Geórgios Boúglas       | Charálampos Kastrantás          |
| 2013 | Ioannis Tamouridis     | Geórgios Boúglas       | Apostolos Bouglas               |
| 2014 | Geórgios Boúglas       | Apostolos Bouglas      | Ioannis Tamouridis              |
| 2015 | Polychrónis Tzortzákis | Ioannis Tamouridis     | Stylianós Farantákis            |
| 2016 | Ioannis Tamouridis     | Polychrónis Tzortzákis | Stylianós Farantákis            |
| 2017 | Charálampos Kastrantás | Stylianós Farantákis   | Polychrónis Tzortzákis          |
| 2018 | Polychrónis Tzortzákis | Stylianós Farantákis   | Charálampos Kastrantás          |
| 2019 | Stylianós Farantákis   | Polychrónis Tzortzákis | Periklis Ilias                  |
| 2020 | Periklis Ilias         | Stylianós Farantákis   | Polychrónis Tzortzákis          |
| 2021 | Georgios Boutopoulos   | Nikolaos Drakos        | Panagiotis Christopoulus-Heller |

### Sub-23
| Ano  | Ouro                 | Prata              | Bronze             |
| 2015 | Stylianos Farantakis | Nikolaos Ioannidis | Michail Mavrikakis |